# سولفونامید

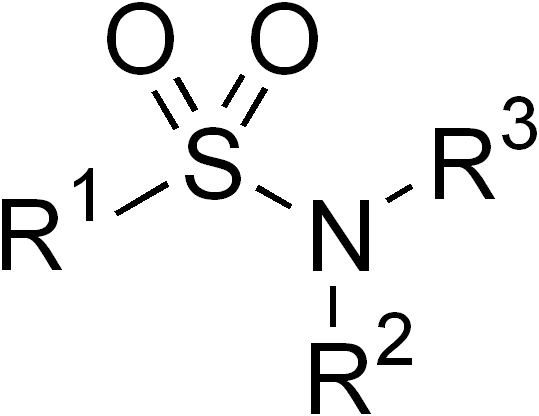
ساختار گروه عاملی سولفونامید

فروسمید، از انواع سولفونامیدها

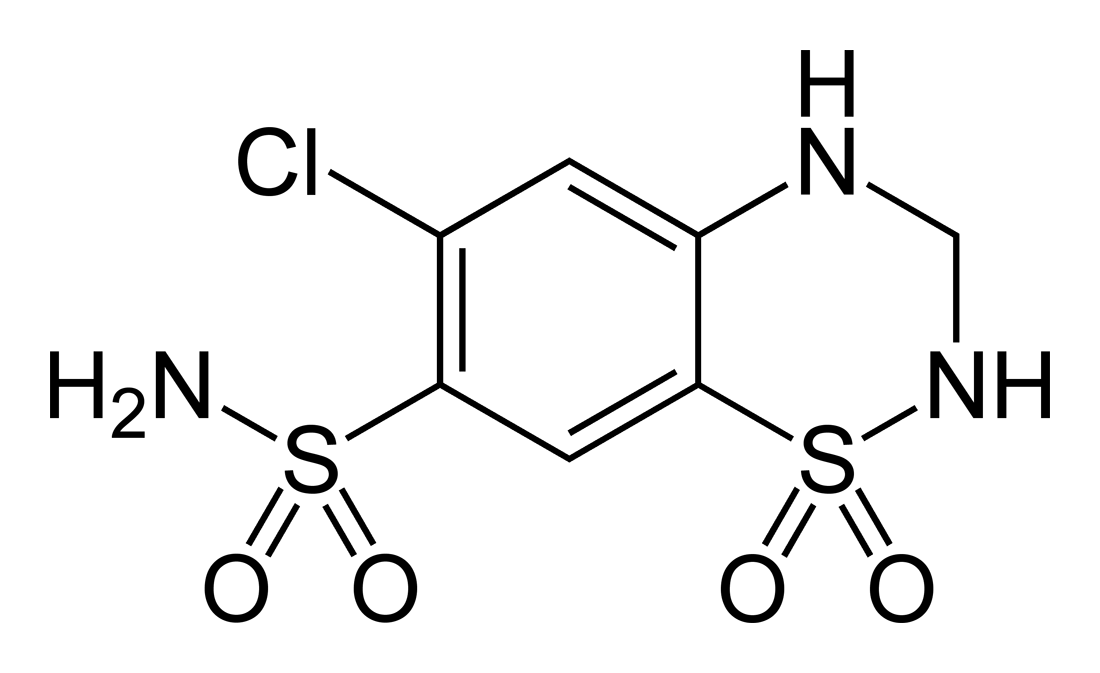
هیدروکلروتیازید، از انواع داروهای سولفونامیدی

سولفونامید ترکیبی است که شامل گروه عاملی NS(=O)۲ باشد. سنتز آزمایشگاهی این ترکیبات به دلیل گستردگی آن‌ها از راه‌های گوناگونی امکان‌پذیر است. مثال معمول سنتز یک سولفونامید ساده افزودن سولفونیل کلراید به آمین هاست که تشکیل سولفونیل متیلامید می‌دهد.
سولفونامیدها به خاطر داشتن خواص ضد باکتری و ضد انگلی در داروسازی کاربرد قابل ملاحظه‌ای دارند. سولفانامیدها متوقف‌کنندهٔ رشد باکتری هستند. آن‌ها با اسیدپاراآمینوبنزوئیک (PABA) شباهت ساختمانی داشته و به‌طور رقابتی یک آنزیم باکتریایی به‌نام دی هیدروپتروات سنتتاز را که مسئول داخل کردن PABA در ساختمان اسید دی هیدروفولیک است، مهار می‌کنند. این عمل ساخت اسید دی هیدروفولیک را که از نظر متابولیک کوفاکتور در ساخت پورینها، تیمیدین و DNA می‌باشد را کاهش می‌دهد.